# Паспорт громадянина Венесуели
Паспорт громадянина Венесуели надається громадянам Венесуели з можливістю подорожувати за межі країни. У липні 2007 року стали видаватися біометричні паспорти, що несуть RFID-чіп, що містить фотографію та відбитки пальців. Згідно з венесуельським законодавством, всі паспорти (старі у синій або червоній обкладинці, зі старою назвою країни та/або старим гербом) є дійсними до закінчення терміну, а паспорт у світло-блакитній обкладинці не дозволяє здійснювати поїздки до Сполучених Штатів Америки.

## Візові вимоги

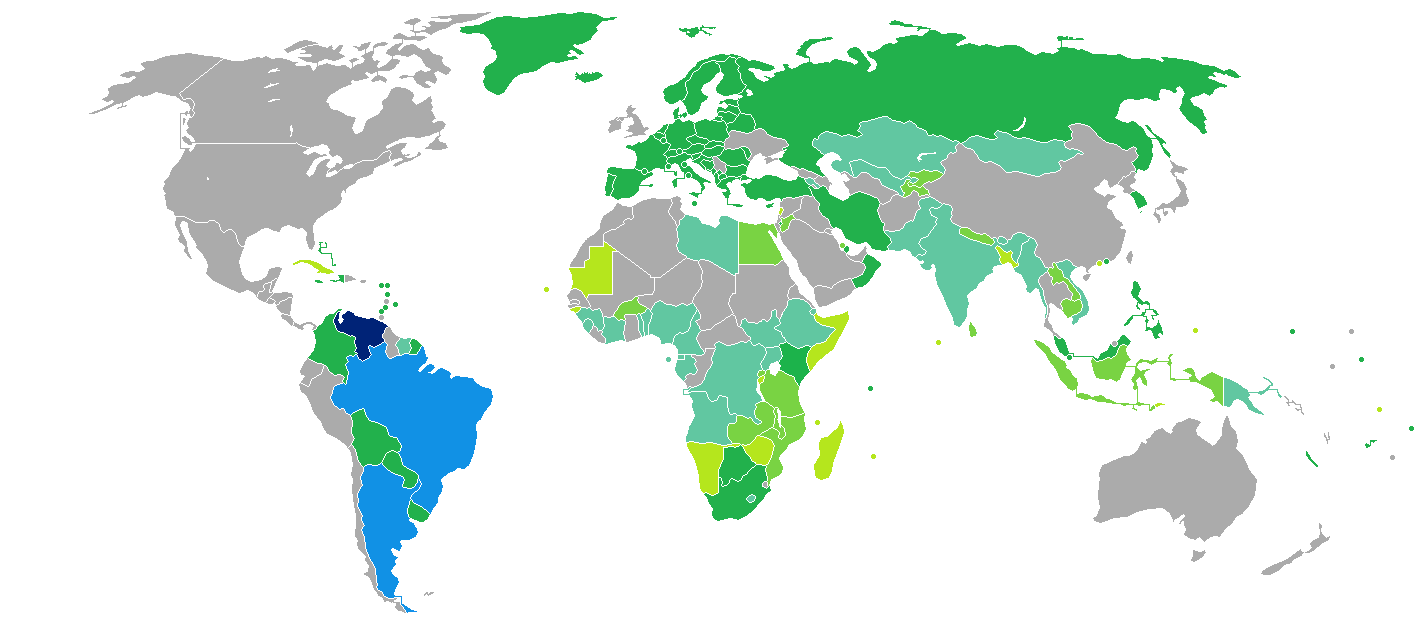
Visa requirements for Venezuelan citizens
Венесуела
ID карта
Безвізовий режим
Віза по прибуттю
eVisa
Віза доступна по прибуттю та онлайн
Потрібна віза